# Иларион Оптинский
Иларио́н О́птинский (в миру Родион Никитич Пономарёв, 8 апреля 1805, село Ключи, Новохопёрский уезд, Воронежская губерния — 18 сентября 1873, Оптина пустынь, Козельский уезд, Калужская губерния) — иеросхимонах Русской православной церкви. Прославлен в лике преподобных в 2000 году, входит в Собор Оптинских старцев.

## Биография
Родился в семье крепостных Никиты Филимоновича и Евфимии Никифоровны, в крещении был назван в честь святого апостола Иродиона; всего в семье было пятеро детей — четверо сыновей и младшая сестра, которая умерла в младенчестве. Его отец был портной; он много ездил, выполняя заказы окрестных помещиков. Впоследствии вслед за сыном и он принял монашество в Оптиной пустыни с именем Нифонт; трудился на скитской пасеке и умер в 1849 году. Домашнее хозяйство лежало на плечах матери; она была женщиной богобоязненной и в таком же духе воспитывала своих детей, а Родиону предрекала монашество. В детстве Родион отличался тихим и кротким нравом, часто уединялся от своих сверстников. Он с детства чувствовал в себе стремление к монашеству. В праздничные дни вся семья обязательно бывала на богослужениях в церкви.
В 1825 году (в двадцать лет) он уехал в Москву для изучения портняжного ремесла. Пробыв в Москве три с половиной года, Родион вернулся домой, а затем в 1829 году вся семья переехала в Саратов, где Пономарёвы открыли свою пошивочную мастерскую и артель. В Саратове Родион примкнул к кружку духовных деятелей против разного рода раскольников — сектантов и иноверцев. Такая миссионерская деятельность и внимательное изучение Библии ещё больше подтолкнули его к монашеской жизни, которая ещё с детства влекла его к себе. Чтобы избрать себе монастырь, он за полтора года (1837—1838) паломничества посетил многие монастыри. Дух его успокоился в Козельской Оптиной пустыни.
Пришёл в Оптину пустынь 13 марта 1839 года. В течение двенадцати лет (1839—1852) он по требам монастырской братии занимался различными хозяйственными делами: был огородником, садовником, пасечником, пёк хлеб и исполнял многие другие работы. Когда скитоначальником Оптиной пустыни был назначен преподобный Макарий, он избрал себе в келейники Родиона. 13 августа 1849 года Родион был пострижен в мантию и стал иноком Иларионом. В 1852 году получил сан иеродиакона, а 21 апреля 1857 года — иеромонаха. До смерти старца Макария был его духовным учеником. 8 апреля 1863 года отец Иларион вступил в должность скитоначальника и духовника Оптинской обители.
4 марта 1872 года преподобный Иларион отслужил свою последнюю литургию. 9 марта он принял пострижение в схиму с сохранением имени Иларион. Последние четыре недели перед смертью он провёл сидя в кресле без движения. Умер старец 18 сентября в полном сознании и памяти.
В 1996 году преподобный Иларион был причислен к лику местночтимых святых Оптиной пустыни. В 2000 году Архиерейским собором Русской православной церкви прославлен для общецерковного почитания. Мощи Илариона с 23 октября 1998 года находятся во Владимирском храме Оптиной пустыни.

## Поучения
«Церковь есть для нас земное небо, где сам Бог невидимо присутствует и назирает предстоящих, поэтому в церкви должно стоять чинно, с великим благоговением. Будем любить Церковь и будем к ней усердны; она нам отрада и утешение в скорбях и радостях.»
«Если чувствуешь, что гнев объял тебя; сохраняй молчание и до тех пор не говори ничего, пока непрестанной молитвой и самоукорением не утишится твоё сердце.»